# Maardu
Maardu je grad i općina u okrugu Harjumaa, sjeverna Estonija. To je dio gradskog područja Tallinna. Grad pokriva površinu od 22,6 km².
Procijenjeni broj stanovnika Maardua od 1. srpnja 2005. godine je 16.490. Prema popisu iz 2000., broj stanovnika iznosi 16.738. Od toga 61,7% su Rusi, 19,9% Estonci, 6,6% Ukrajinci, 5,7% Bjelorusi, 1,5% Tatari, 0,9% Finci, 0,6% Poljaci, 0,5% Litvanci, 0,2% Latvijci, 0,2% Nijemci i 0,1% Židovi. Udio Estonaca je jedan od najnižih (ako ne i najniži) u središnjoj i zapadnoj Estoniji.
Po prvi puta se spominje 1241. godine. 

## Vanjske poveznice
- Službene stranice

|  | Zajednički poslužitelj ima još gradiva o temi Maardu |